# 1 основно училище (Суровичево)
Първо основно училище (на гръцки: A' Δημοτικού Σχολείου) е училище в леринското градче Суровичево, днес Аминдео, Гърция.
Училището е построено в центъра на Суровичево. В 1991 година сградата на училището е обявена за паметник на културата, като „забележителна архитектурно и морфологично сграда с неокласически елементи на фасадите и тясно свързана с историческите спомени на жителите на града“.